# 格倫·摩斯
格倫·摩斯（英語：Glen Moss；1983年1月19日—）是一位新西蘭的職業足球運動員，在場上司職門將。他現在效力於澳超球隊紐卡素噴射機。他也代表新西蘭國家足球隊參賽。2009年，他代表新西蘭參加了聯合會杯。2010年，他又入選新西蘭的南非世界杯大名單。

## 外部連結
- Glen Moss – FIFA國際賽競賽紀錄 (存檔)
- NZ Football Profile